# Lázár Mészáros
Lázár Mészáros, född den 20 februari 1796 i Baja, död den 16 november 1858 i Eywood, var en ungersk revolutionsgeneral och krigsminister.
Mészáros var överste vid Radetzkys armé i Italien, då han i mars 1848 mottog krigsportföljen i den ungerska ministären. Mészáros förklarade sig vid den öppna brytningen mellan Ungern och Österrike för den nationella saken samt organiserade raskt och skickligt ungerska armén. 
Mindre lycklig blev han däremot som anförare på fältet, och efter ett nederlag vid Kaschau (4 januari 1849) lämnade han kommandot åt Klapka och följde själv regeringen till Debrecen.
Då Ungern 14 april 1849 förklarade sig oavhängigt, avgick han från krigsministerposten. Efter kapitulationen vid Világos (13 augusti samma år) undkom han med Dembiński och Kossuth till Turkiet samt tillbragte sin återstående levnad i Frankrike, Amerika och England.